# Elicio Ámez Martínez
Elicio Ámez Martínez (Lleó, 1947) fou cap superior de la Policia Nacional de Balears fins 2007. Ha estat l'únic funcionari del Cos Nacional de Policia a les Illes Balears que té dues medalles al Mèrit Policial amb distintiu vermell, la màxima condecoració d'un policia.
Ha desenvolupat el gruix de la seva carrera a les Illes, al llarg de més de tres dècades residint a Mallorca. Durant una llarga etapa va ser comissari en cap de la Brigada de Policia Judicial a Balears; després va passar a ser comissari d'inspecció de servei a la Prefectura Superior de Policia de Balears. En el seu currículum també hi consta una temporada adscrit a l'ONU de Ginebra. El 2007 va rebre el Premi Ramon Llull i en 2010 va rebre l'orde de Sant Ramon de Penyafort.